# Assam Railways and Trading Company
| Assam Railways and Trading Company                   | Assam Railways and Trading Company |
| ---------------------------------------------------- | ---------------------------------- |
| Güterwagen zum Kohletransport, gebaut 1922 bei MRC&W |                                    |
| Streckenlänge:                                       | 1943: 180 km                       |
| Spurweite:                                           | 1000 mm (Meterspur)                |
|                                                      |                                    |

Die Assam Railways and Trading Company (abgekürzt AR&TC) wurde 1881 gegründet, um die reichen natürlichen Ressourcen der äußersten nordöstlichen Ecke von Assam in Britisch-Indien auszubeuten.

## Geschichte
Die Gesellschaft entstand aufgrund einer Vereinbarung zwischen dem Staatssekretär für Indien und der Shaw, Finlayson and Company zum Bau einer Eisenbahnlinie in der Meterspurweite zwischen Dibrugarh und Sadiya im Nordosten von Assam. Die erste Teilstrecke der  Dibru-Sadiya Railway wurde im Mai 1882 eröffnet, und später entstand neben der Hauptstrecke auch eine Nebenstrecke von Makum Junction nach Talap Town. 
Während der Bauarbeiten stieß das Unternehmen auf Öl, was 1889 zur Gründung der Assam Oil Company führte, die 1921 an die Burmah Oil Company verkauft wurde. Die Gesellschaft war viele Jahre lang in der Region Assam im Bereich Öl und Eisenbahnen tätig und war zudem im Besitz mehrerer Sägewerke, Ziegeleien, Zechen und Kohlefelder. Die indische Regierung kaufte das Bahnvermögen des Unternehmens 1945 und fusionierte das Schienennetz mit der staatlichen Bengal and Assam Railway.
Die AR&TC gehört heute zu einer Unternehmensgruppe im Eigentum der Assam Company Ltd., die wiederum zur Duncan Macneill-Gruppe gehört und ist ein im Vereinigten Königreich registriertes Unternehmen. Es hat derzeit keine Beteiligung an der Verwaltung von Eisenbahnen in Indien.

## Fahrzeuge
Die AR&TC war eine der wenigen indischen Eisenbahngesellschaften die auch Lokomotiven in Frankreich bauen ließ. 1920 wurde eine Lokomotive mit der Achsfolge 1’C2’ bei der Société Franco-Belge gekauft. 1936 war die Gesellschaft im Besitz von 33 Lokomotiven, 66 Personenwagen und 1617 Güterwagen.

## Klassifizierung
Die Eisenbahnstrecken der AR&TC wurden nach der von der indischen Regierung 1926 eingeführten Indian Railway Classification als Eisenbahn der Klasse II eingestuft.